# India's Next Top Model
India's Next Top Model là một chương trình truyền hình thực tế của Ấn Độ, được công chiếu vào ngày 19 tháng 7 năm 2015 trên MTV Ấn Độ. Chương trình này là phiên bản Ấn Độ của America's Next Top Model. Người xem sẽ thấy một số phụ nữ tranh giành danh hiệu India's Next Top Model và tạo cho họ cơ hội để bắt đầu sự nghiệp của mình trong ngành người mẫu.
Chương trình được host bởi Lisa Haydon cùng với ban giám khảo là Dabboo Ratnani, cố vấn Anusha Dandekar và chuyên gia làm tóc Neeraj Gaba. Bulldog Media & Entertainment đã cấp giấy phép quyền định dạng từ CBS Television Distribution và chương trình đã được công chiếu vào ngày 19 tháng 7 năm 2015.
Vào năm 2018, chương trình cho ra phiên bản khác là Top Model India.
Vào cuối năm 2019, chương trình cho ra phiên bản khác là Supermodel Of The Year.

## Các mùa
| Mùa | Phát sóng            | Quán quân       | Á quân          | Các thí sinh theo thứ tự bị loại | Tổng số thí sinh | Điểm đến quốc tế |
| --- | -------------------- | --------------- | --------------- | --- | ---------------- | ---------------- |
| 1   | 19 tháng 7 năm 2015  | Danielle Canute | Rushali Rai     | Vishakha Bharadwaj (dừng cuộc thi), Neev Marcel, Sreeradhe Khanduja, Anam Shaikh, Malvika Sitlani, Aditi Shetty, Monica Gill, Gloria Tep                 | 10               | Không có         |
| 2   | 10 tháng 7 năm 2016  | Pranati Prakash | Jantee Hazarika | Ashmita Jaggi, Minash Ravuthar, Ritija Malvankar, Poulomi Das & Rajashree Singha, Neelam Virwani, Akanksha Sharma & Priya Banerjee, Subhamita Banerjee   | 11               | Không có         |
| 3   | 21 tháng 10 năm 2017 | Riya Subodh     | Sabita Karki    | Bhanu Chaudhary, Madhurima Roy, Summer Jacobs & Tanishq Sharma, Aakriti Singh, Akanksha Corda, Eva Aario & Parina Chopra, Shweta Raj                     | 11               | Không có         |
| 4   | 6 tháng 10 năm 2018  | Urvi Shetty     | Nisha Yadav     | Rhea Bari, Aishwarya Jagtap & Shefali Sharma, Shalu Ojha, Malaica Kokane, Aasma Qureshi, Riya Bhattacherjee, Kat Kristian, Tamanna Sharma, Rushali Yadav | 12               | Singapore        |